# شيفي
في الهندسة، الشيڤي (بالإنجليزية: Cevian)‏ أو قاطع المثلث هو خطٌ يمر برأس مثلث، ويقطع الجانب المقابل لذلك الرأس. تُعدُّ المتوسطات ومنصفات الزوايا من الشيڤيّات. يُسمى الشيڤي نسبةً إلى عالم الرياضيات الإيطالي جيوفاني شيفا، الذي أثبت مبرهنة معروفة عن الشيڤيات والتي تحمل اسمه أيضًا.

## الطول

مثلث بطول سيفيان د

### نظرية ستيوارت
يمكن تحديد طول قاطع المثلث من خلال مبرهنة ستيوارت: في الرسم الآتي ، يُحسب طول الشيڤي d عبر الصيغة:
{\displaystyle \,b^{2}m+c^{2}n=a(d^{2}+mn).}

### المتوسط
إذا كان القاطع متوسطًا (وبالتالي منصفاً لضلعٍ ، فيمكن تحديد طوله من الصيغة
{\displaystyle \,m(b^{2}+c^{2})=a(d^{2}+m^{2})}
أو
{\displaystyle \,2(b^{2}+c^{2})=4d^{2}+a^{2}}
ولأنّ
{\displaystyle \,a=2m.}
فإنّ
{\displaystyle d={\sqrt {\frac {2b^{2}+2c^{2}-a^{2}}{4}}}.}

### زاوية منصف
إذا كان القاطع منصف زاوية ، فإن طوله يخضع للصيغة
{\displaystyle \,(b+c)^{2}=a^{2}\left({\frac {d^{2}}{mn}}+1\right),}
و 
{\displaystyle d^{2}+mn=bc}
و
{\displaystyle d={\frac {2{\sqrt {bcs(s-a)}}}{b+c}}}
حيث مقياس نصف القطر s = (a+b+c)/2 .
ضلع الطول a مقسوم بالنسبة b:c .

### ارتفاع
إذا تصادف أن يكون القاطع ارتفاعًا وبهذا عمودياً على جانب، فإن طوله يخضع للصيغة
{\displaystyle \,d^{2}=b^{2}-n^{2}=c^{2}-m^{2}}
و
{\displaystyle d={\frac {2{\sqrt {s(s-a)(s-b)(s-c)}}}{a}},}
حيث يكون مقياس نصف القطر s = ( a + b + c ) / 2.

## الشاطر
شاطر المثلث هو قاطع ينصف المحيط . تتلاقى شواطر المثلث الثلاثة عند نقطة ناجل في المثلث.

## ملحوظات
1. ↑  Coxeter، H. S. M.؛ Greitzer، S. L. (1967). Geometry Revisited. Washington, DC: اتحاد الرياضيات الأمريكي. ص. 4. ISBN:0-883-85619-0.
2. ↑  Some authors exclude the other two sides of the triangle, see Eves (1963)
3. ↑  Lightner، James E. (1975). "A new look at the 'centers' of a triangle". مجلس معلمي الرياضيات الوطني. ج. 68 ع. 7: 612–615. JSTOR:27960289.
4. ↑  Johnson, Roger A., Advanced Euclidean Geometry, Dover Publ., 2007 (orig. 1929), p. 70.